# Fenerbahçe Şükrü Saracoğlu Stadyumu

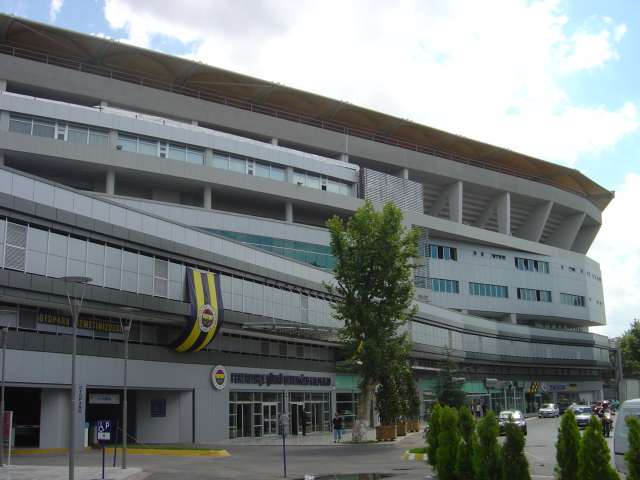
Fenerbahçe Şükrü Saraçoğlu Stadyum 2

Fenerbahçe Şükrü Saracoğlu Stadyumu är en fotbollsanläggning i Istanbul i Turkiet. Finalen av Uefacupen 2008/2009 spelades här, den 20 maj 2009. Den tillhör Uefa:s femstjärniga arenor och är den enda av dessa som inte ligger i Europa.